# La Clé de voûte
Pour l’article homonyme, voir Clé de voûte.
Pour plus de détails, voir Fiche technique et Distribution.
La Clé de voûte est un film français réalisé par Roger Lion et sorti en 1925.

## Fiche technique
- Réalisation : Roger Lion
- Photographie : Georges D'Arnoux
- Productrice : Gina Palerme
- Distributeur : Mappemonde film[1]
- Décorateur : 	Armand Bonamy
- Durée : 67 minutes
- Date de sortie: 
  - 11 septembre 1925 ( France)

## Distribution
- Gina Palerme : Rose
- Gil Clary : Mme. Lanson
- Marie Dubuisson : la voisine de Mrs. Micaël
- Céline James[2] : Mme. Micaël
- Madame Ahnar : Rahna
- Georges Colin : M. Lanson
- Max Maxudian : Sardan